# 2518-as mellékút (Magyarország)
A 2518-as számú mellékút egy 13,5 kilométeres hosszúságú, négy számjegyű mellékút Borsod-Abaúj-Zemplén vármegyében, a Bükkben.

## Nyomvonala
Dédestapolcsányban ágazik ki a 2506-os útból, annak 28. kilométere közelében. 3 kilométer megtételét követően átlép Nekézseny területére, melynek központját 5 kilométer után éri el. 7,5 kilométernél kiágazik belőle a Sátára vezető 2521-es út és ugyanott keresztezi a Sátai-patakot, majd alig 150-200 méterrel arrébb áthalad az egykori Eger–Putnok-vasútvonal vágányai alatt átvezető keskeny alagúton; előtte még kiágazik belőle észak felé a Csokvaomány megállóhelyre vezető 25 309-es út.
Az alagút túlsó kijáratától nem messze, nagyjából a 7+800-as kilométerszelvénynél ágazik ki a Csokvaományra vezető 25 119-es út, majd az út is átlép ez utóbbi település külterületére. Tizedik kilométerétől Lénárddaróc területén halad – ennek központja a 10+900-as kilométerénél található –, az utolsó települése pedig Csernely, melynek északi részén húzódik, majd a 2508-as útba beletorkollva ér véget, annak 11+300-as kilométerszelvénye közelében. Teljes hossza az országos közutak térképes nyilvántartását szolgáló kira.gov.hu adatbázisa szerint 13,505 kilométer.